# Gone to Stay
Gone to Stay is de elfde en tevens officiële comeback-single van zangeres Natalia en verscheen op 19 mei 2007 in België. Het nummer was de eerste single van haar derde album Everything & More. Gone to Stay werd opgenomen in Berlijn samen met enkele andere tracks die ook op het album verschenen.
Op 11 augustus kreeg Natalia in Westende de felbegeerde award van Zomerhit 2007 voor Gone to Stay.

## Hitnotering
| "Gone to Stay" in de Vlaamse Ultratop 50 - binnen: 19-05-2007 | "Gone to Stay" in de Vlaamse Ultratop 50 - binnen: 19-05-2007 | "Gone to Stay" in de Vlaamse Ultratop 50 - binnen: 19-05-2007 | "Gone to Stay" in de Vlaamse Ultratop 50 - binnen: 19-05-2007 | "Gone to Stay" in de Vlaamse Ultratop 50 - binnen: 19-05-2007 | "Gone to Stay" in de Vlaamse Ultratop 50 - binnen: 19-05-2007 | "Gone to Stay" in de Vlaamse Ultratop 50 - binnen: 19-05-2007 | "Gone to Stay" in de Vlaamse Ultratop 50 - binnen: 19-05-2007 | "Gone to Stay" in de Vlaamse Ultratop 50 - binnen: 19-05-2007 | "Gone to Stay" in de Vlaamse Ultratop 50 - binnen: 19-05-2007 | "Gone to Stay" in de Vlaamse Ultratop 50 - binnen: 19-05-2007 | "Gone to Stay" in de Vlaamse Ultratop 50 - binnen: 19-05-2007 | "Gone to Stay" in de Vlaamse Ultratop 50 - binnen: 19-05-2007 | "Gone to Stay" in de Vlaamse Ultratop 50 - binnen: 19-05-2007 | "Gone to Stay" in de Vlaamse Ultratop 50 - binnen: 19-05-2007 | "Gone to Stay" in de Vlaamse Ultratop 50 - binnen: 19-05-2007 | "Gone to Stay" in de Vlaamse Ultratop 50 - binnen: 19-05-2007 | "Gone to Stay" in de Vlaamse Ultratop 50 - binnen: 19-05-2007 | "Gone to Stay" in de Vlaamse Ultratop 50 - binnen: 19-05-2007 |
| Week                                                          | 1                                                             | 2                                                             | 3                                                             | 4                                                             | 5                                                             | 6                                                             | 7                                                             | 8                                                             | 9                                                             | 10                                                            | 11                                                            | 12                                                            | 13                                                            | 14                                                            | 15                                                            | 16                                                            | 17                                                            |                                                               |
| ------------------------------------------------------------- | ------------------------------------------------------------- | ------------------------------------------------------------- | ------------------------------------------------------------- | ------------------------------------------------------------- | ------------------------------------------------------------- | ------------------------------------------------------------- | ------------------------------------------------------------- | ------------------------------------------------------------- | ------------------------------------------------------------- | ------------------------------------------------------------- | ------------------------------------------------------------- | ------------------------------------------------------------- | ------------------------------------------------------------- | ------------------------------------------------------------- | ------------------------------------------------------------- | ------------------------------------------------------------- | ------------------------------------------------------------- | ------------------------------------------------------------- |
| Nummer                                                        | 44                                                            | 14                                                            | 12                                                            | 9                                                             | 9                                                             | 10                                                            | 14                                                            | 18                                                            | 25                                                            | 32                                                            | 37                                                            | 36                                                            | 32                                                            | 34                                                            | 37                                                            | 30                                                            | 39                                                            | uit                                                           |